# صيد بالصنارة

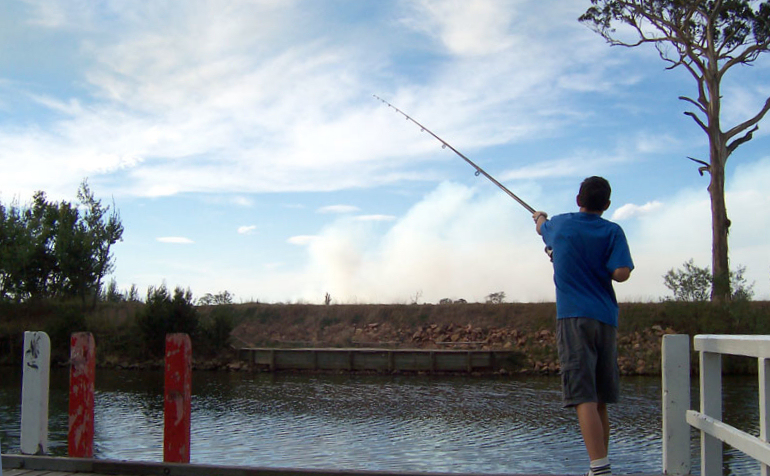
الصيد باستخدام البوصة

الصيد بالصنارة أو صيد السمك هو وسيلة صيد باستخدام صنارة (خطاف للسمك). وعادة ما يكون الخطاف في نهاية خيط الصيد وغالبًا ما يكون الخيط مربوطًا في بوصة الصيد. وعادة ما تكون بوصة الصيد مزودة ببكرة خيط الصيد وتتمثل وظيفتها في أنها آلية لتخزين خيط الصنارة واسترجاعه ودفعه. ويمكن تغطية الخطاف ذاته بالطُعم أو المغريات. وفي بعض الأحيان يتم استخدام مؤشر مغريات الصيد مثل الغماز.
الصيد بالصنارة هو الطريقة الرئيسية لرياضة صيد الأسماك، بينما يستخدم الصيادون التجاريون أيضًا أساليب مثل مصايد الخطوط الطويلة أو التشخيط. ويمارس الصيادون الترفيهيون أسلوب صيد الإمساك والإطلاق بصورة متزايدة. وتطبق في أجزاء كثيرة في العالم قيود على الحجم لأنواع محددة، بمعنى أن السمك الذي يكون أقل و/أو أكبر من حجم معين يجب إفلاته بموجب القانون.

## مقدمة

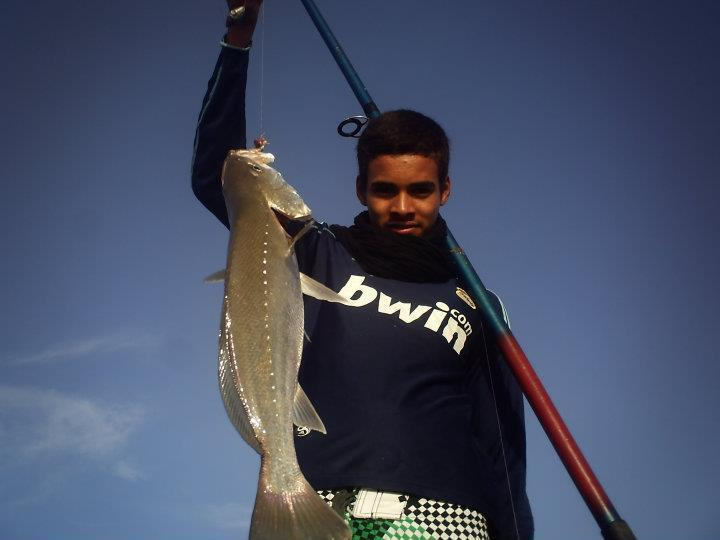
سمكة لوت مصطادة بقصبة الصيد على الساحل.

تختلف أنواع السمك التي يسعى إليها الصيادون حسب المنطقة الجغرافية. ومن بين الأنواع العديدة سمك مياه البحر الذي يتم اصطياده بغرض الرياضة مثل سمكة السيف وسمكة المرلين وسمكة التونة وسمكة السلمون وسمك الهلبوت. وتعد أنواع رياضة صيد سمك الماء العذب هي الأكثر شعبية في أمريكا الشمالية بما في ذلك القاروس وسمك الكراكي وسمكة الوول وسمكة المسكلنج وسمك الفرخ وسمكة الأريوان وسمك السلمون والقرموط وسمك الكرابي وسمكة زرقاء الخيشوم وسمكة الشمس. وفي أوروبا يصطاد عدد من صيادي الصنارة أنواعًا مثل الشبوط وسمك الكراكي والتنش والأرد والروش والفرخ الأوروبي والبُني الأصفر (لا سيما في المياه الراكدة). وعلى الرغم من أنه يتم السعي وراء بعض الأسماك للحصول على الغذاء، فهناك أنواع أخرى يتم اصطيادها لاستعراض مهارات الصيد.

## الخطاف

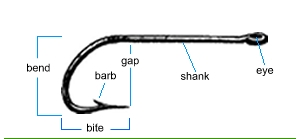
خطاف صيد سمك.

يرجع استخدام الخطاف في صيد السمك تاريخيًا إلى ما نسميه في يومنا هذا «الحلق». وتأتي كلمة «الحلق» في هذا السياق من الكلمة الفرنسية التي تعني «الحنجرة». وكانت تستخدم هذه الحلقان في اصطياد الأسماك. وكانت تتسم بالطول ومزودة بقطعة رقيقة من العظم أو الحجر مرفقة في وسط خيط رفيع. ويوضع على هذا الحلق الطُعم حتى يتساوى هذا الحلق بالتوازي مع باقي الخيط. وعندما تبتلع السمكة الطعم، تتسبب الساحبة الموجودة على الخيط في توجيه الحلق لذاتها بزاوية قائمة على الخيط، وبذلك تُمسك في حلق السمكة.

## القوانين واللوائح

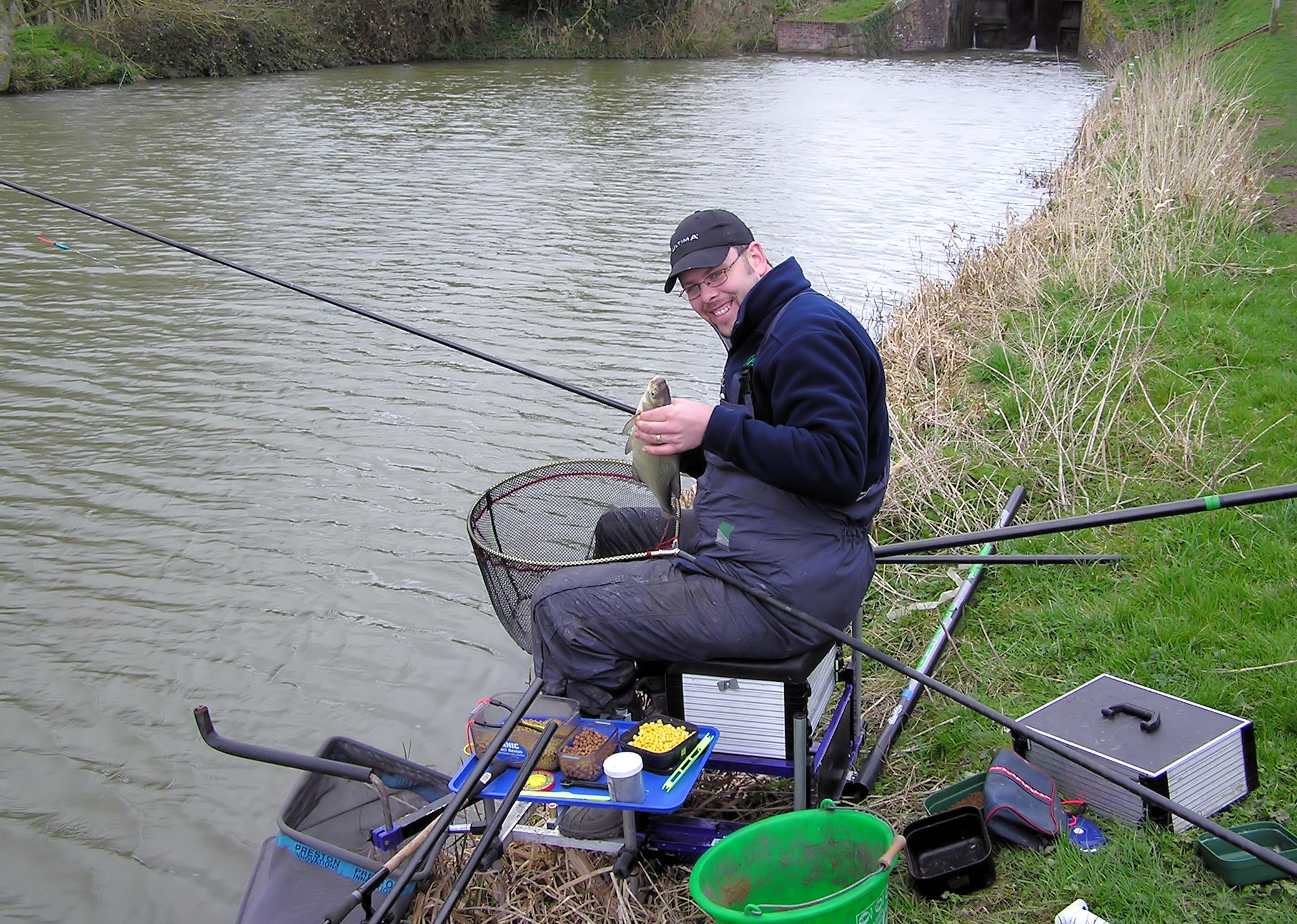
صائد في بحيرة كينت وآفون إنجلترا، يعرض صيده.

تنظم القوانين واللوائح التنوع الكبير للأسماك، غالبًا ما يكون إقليميًا، في الدول. وعادة ما تشتمل على تصاريح (تراخيص)، فترات معينة (مواسم) لأن أنواعًا محددة تكون غير متوفرة بسبب الحصاد والقيود الخاصة بأنواع المعدات والحصص.
عمومًا تحظر القوانين صيد الأسماك بالخطافات إلا في الفم (الخطف الشنيع أو الشق أو «الطعن») أو استخدام شبكات الصيد إلا أن تكون مساعدة في جمع السمك الذي تم اصطياده. وقد يتم اصطياد بعض الأنواع بالشبكة مثل سمك الطعم والقليل منها يأخذ للطعام. ويعد في بعض الأحيان السمك (غير المتعلق برياضة صيد السمك) ذا قيمة أقل ويمكن صيده بأساليب مثل الشق أو القوس والسهم أو الرمح. لا تندرج أي من هذه التقنيات تحت تعريف الصيد حيث إنها لا تعتمد على استخدام الخطاف والخيط.

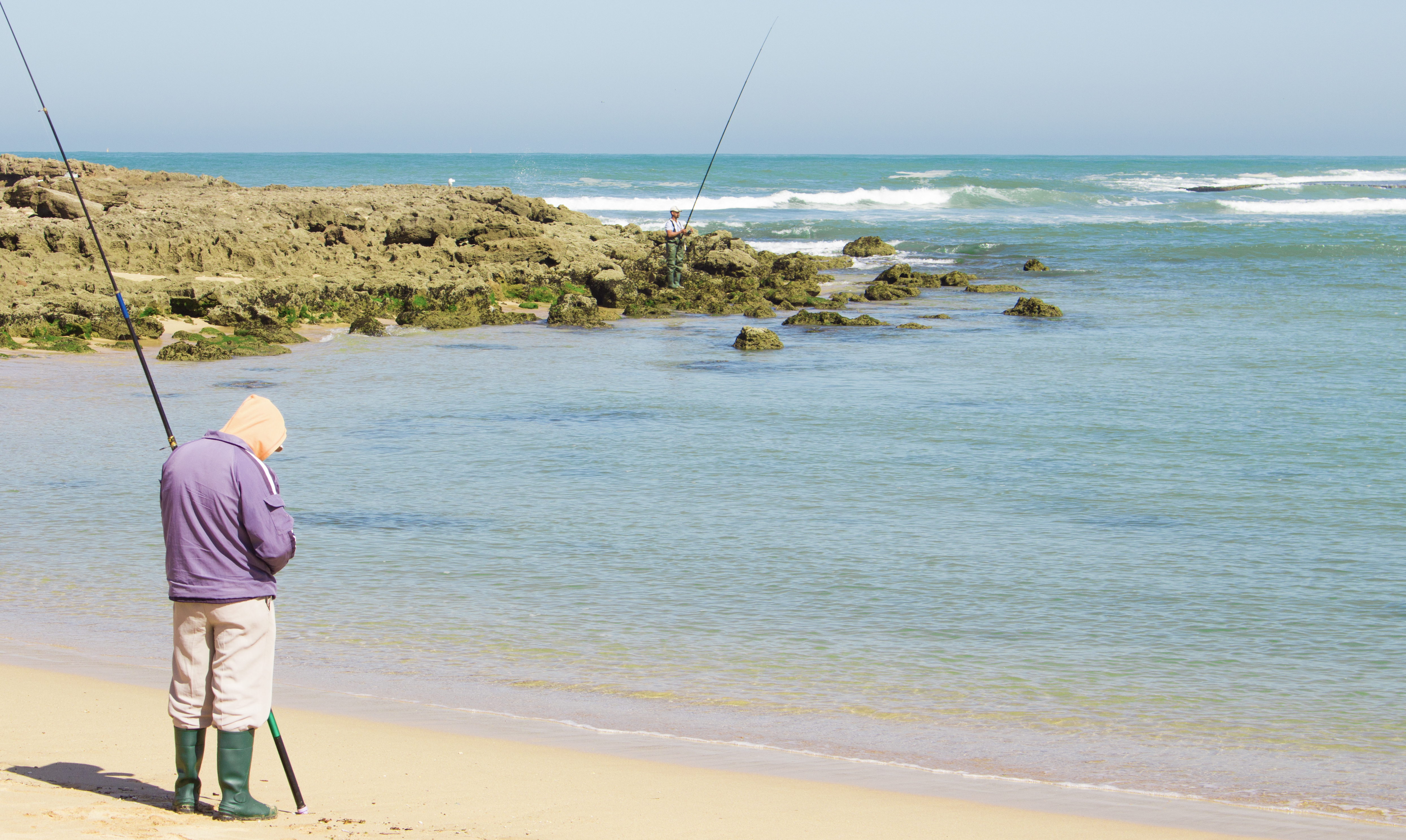
الصيد بالسنارة بشاطئ مانسمان بالمحمدية

### مواسم الصيد
يتم تعيين مواسم الصيد من قبل البلدان أو المحليات لتحديد ما يمكن اصطياده أثناء الصيد الترفيهي لمدة محددة من الوقت. أثناء تحديد مواسم الصيد يراعى الحفاظ على التوازن البيئي وحماية أنواع الأسماك خلال فترة وضع البيض الفترة التي يكون من السهل اصطياده فيها.

## معرض الصور

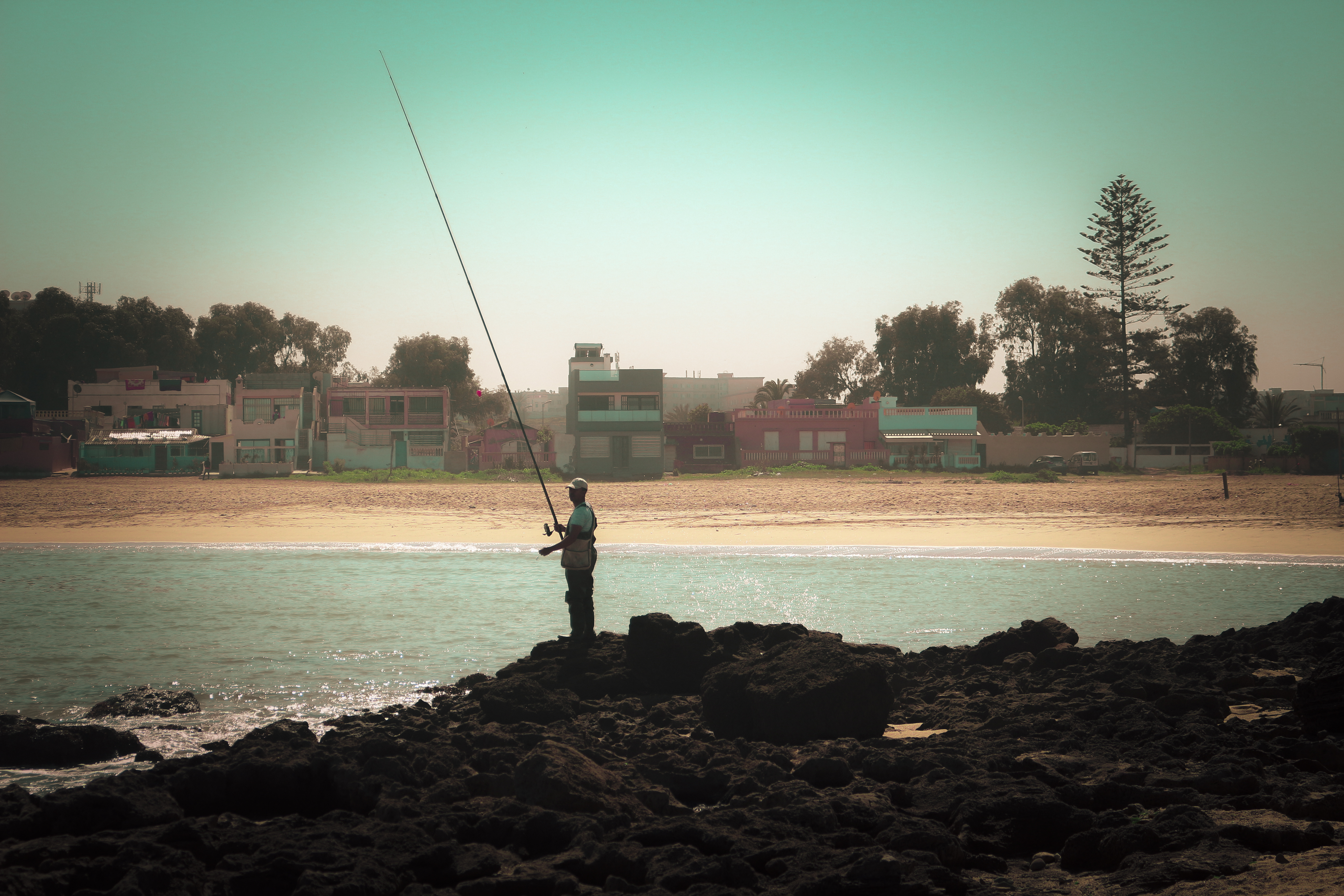
الصيد بالسنارة من شاطئ مانسمان بالمغرب

## وصلات خارجية
- Recreational Angling in the Netherlands
- Fishr Angling Directory
- Coarse Fishing
- Project Gutenberg: The Compleat Angler
- Angling Pictures from Surrey, England
- How to fish taken from the Boy's Own Book of Outdoor Sports (early 1900s)